# Joel Burgueño
Joel Orozmán Burgueño Marcant (Montevideo, 18 febbraio 1988) è un calciatore uruguaiano, attaccante del Sud América.